# Popillia signifera
Popillia signifera är en skalbaggsart som beskrevs av Ernst Gustav Kraatz 1892. Popillia signifera ingår i släktet Popillia och familjen Rutelidae. Inga underarter finns listade i Catalogue of Life.